# 미트 데이브
《미트 데이브》(영어: Meet Dave)는 미국에서 제작된 브라이언 로빈스 감독의 2008년 SF 코미디 영화이다. 에디 머피, 엘리자베스 뱅크스, 개브리엘 유니언, 에드 헬름스 등이 출연하였고, 토드 코마니키 등이 제작에 참여하였다. 이 영화는 2008년 7월 11일 개봉되었다.

## 줄거리
초소형 인간형 외계인 100명이 조종하는 인간 형태 외계선이 자유의 여신상 근처에 불시착한다. 이들은 3개월 전 지구에 떨어져 뉴욕에 사는 초등학생 조시 손에 들어간 파란색 금속 공을 회수한 뒤 공의 흡수력으로 바닷물을 빨아들여 에너지 위기에 시달리는 모성에서 절실히 필요로 하는 소금을 취할 생각이다. 외계선은 인간들에게 자신을 세계에서 가장 흔한 이름들을 조합한 "데이브 밍 챙"으로 소개한다.   
외계인들은 지구에서 머무는 시간이 길어지면서 지구의 문화, 관습, 감정, 사랑을 배우게 되고, 사령관은 지구를 구하기 위해 계획을 취소하려고 한다. 부사령관은 계획을 그대로 실행하기 위해 사령관을 가두고 자신이 사령관 자리에 오른다.    

## 출연
- 에디 머피 - 인간형 우주선 데이브 밍 챙 / 사령관 (1호) 역
- 엘리자베스 뱅크스 - 지나 모리슨 역
- 개브리엘 유니언 - 3호 역
- 에드 헬름스 - 2호 / 마스터 제이비액스 역
- 마크 블루커스 - 마크 로즈 역
- 스콧 칸 - 둘리 경관 역
- 케빈 하트 - 17호 역
- 이벳 니콜 브라운 - 베티 역
- 마이크 오맬리 - 스티비 녹스 경관 역
- 오스틴 린드 마이어스 - 조시 모리슨 역
- 팻 킬베인 - 4호 / 조니 대즐스 역
- 미겔 A. 누녜즈 주니어 - 12호 역
- 앨리신 애슐리 암 - 너드 역
- 주다 프리들랜더

## 기타 제작진
- 총괄 제작: 아넌 밀천
- 협력 제작: 라스 P. 윈서
- 배역: 주얼 베스트럽, 세스 얭클위츠
- 미술: 클레이 A. 그리피스
- 세트: 로버트 그린필드
- 의상: 루스 E. 카터